# Distrito de Orurillo
El distrito peruano de Orurillo es uno de los 9 distritos que conforman la provincia de Melgar, ubicada en el departamento de Puno, en el sudeste Perú.
Desde el punto de vista jerárquico de la Iglesia católica forma parte de la Prelatura de Ayaviri en la arquidiócesis de Arequipa.

## Demografía
Según el censo peruano de 2007, había 10 457 personas residiendo en Orurillo.

## Historia
En 1925 se cambió el nombre de provincia de Ayaviri por el de provincia de Melgar en honor del prócer Mariano Melgar Valdiviezo quien ofrendó su vida en aras de la independencia del Perú en la Batalla de Umachiri.
El 26 de diciembre de 2019 la municipalidad distrital aprobó a través de la Ordenanza n.° 006-2019-MDO/A reconocer al agua como sujeto de derechos en su jurisdicción, convirtiéndose así en el primer gobierno distrital del país en hacerlo.

## Autoridades

### Consejo municipal Gestión 2023-2026
- 2023 - 2026[7]
  - Alcalde: Néstor Arenas Ramos, Reforma y Honradez.
  - Regidores:

  1. Pepe Rafael Gutierrrez Mamani (Reforma y Honradez)
  2. Juan Benito Villanueva Lope (Reforma y Honradez)
  3. Lucila Alicia Pacco Murguia (Reforma y Honradez)
  4. Rony Jhohan Quispe Morocco (Reforma y Honradez)
  5. Máximo Condori Valero ([Moral y Desarrollo])